# خيسوس روبيو (لاعب كرة قدم)
خيسوس روبيو (بالإسبانية: Jesús Rubio) هو لاعب كرة قدم مكسيكي، ولد في 24 ديسمبر 1996.